# インドの在外公館の一覧

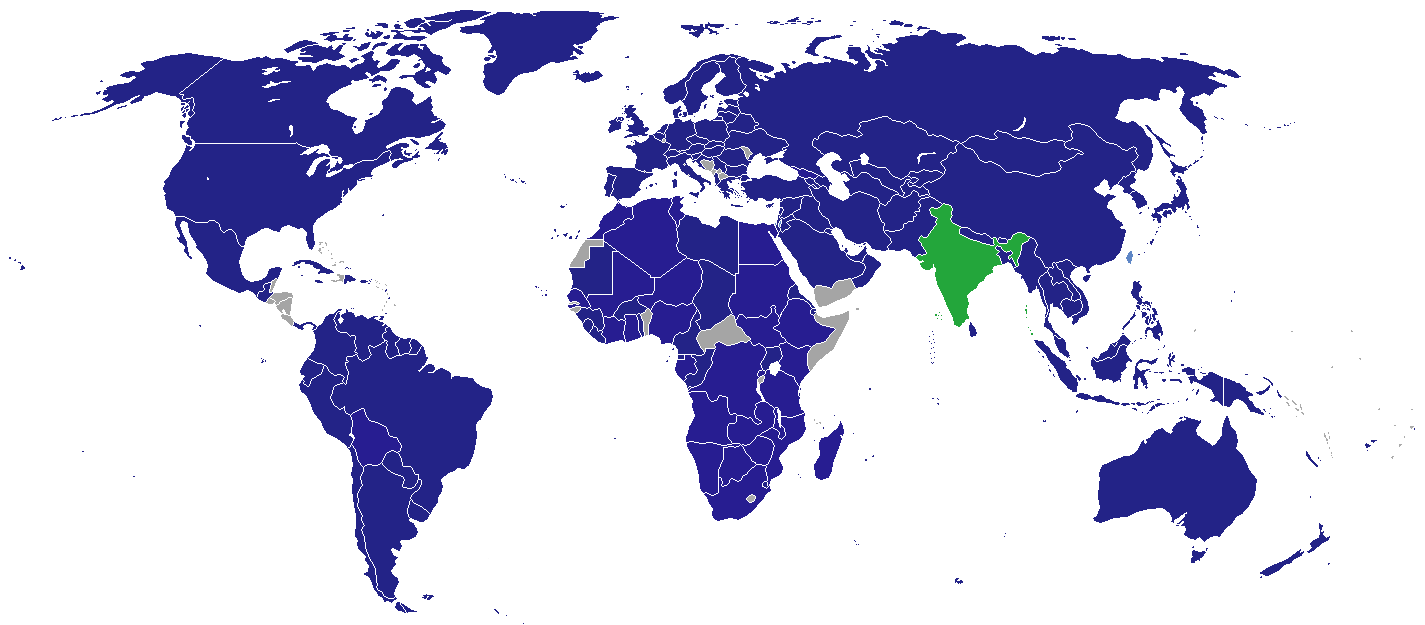
インドの在外公館が設置されている国

インドの在外公館の一覧では、インドが派遣している外交使節団（大使館、総領事館等）の一覧を挙げる。    

## アフリカ
| - アルジェリア - アルジェ （大使館） - アンゴラ - ルアンダ （大使館） - ボツワナ - ハボローネ （高等弁務官事務所） - コンゴ民主共和国 - キンシャサ （大使館） - エジプト - カイロ （大使館） - エチオピア - アディスアベバ （大使館） - ガーナ - アクラ （高等弁務官事務所） - コートジボワール - アビジャン （大使館） - ケニア - ナイロビ （高等弁務官事務所） - モンバサ （高等弁務官補事務所） - リビア - トリポリ （大使館） - マダガスカル - アンタナナリボ （大使館） - マラウィ - リロングウェ （高等弁務官事務所） - マリ - バマコ （大使館） - モーリシャス - ポートルイス （高等弁務官事務所） - モロッコ - ラバト （大使館） - モザンビーク - マプト （高等弁務官事務所） | - ナミビア - ウィントフック （高等弁務官事務所） - ニジェール - ニアメ （大使館） - ナイジェリア - アブジャ （高等弁務官事務所） - ラゴス （高等弁務官補事務所） - セネガル - ダカール （大使館） - セーシェル - ビクトリア （高等弁務官事務所） - 南アフリカ共和国 - プレトリア （高等弁務官事務所） - ケープタウン （高等弁務官事務所） - ダーバン （高等弁務官補事務所） - ヨハネスブルグ （高等弁務官補事務所） - 南スーダン - ジュバ （大使館） - スーダン - ハルツーム （大使館） - タンザニア - ダルエスサラーム （高等弁務官事務所） - ザンジバル （高等弁務官補事務所） - チュニジア - チュニス （大使館） - ウガンダ - カンパラ （高等弁務官事務所） - ザンビア - ルサカ （高等弁務官事務所） - ジンバブエ - ハラレ （大使館） |

## アメリカ大陸
| - アルゼンチン - ブエノスアイレス （大使館） - ブラジル - ブラジリア （大使館） - サンパウロ （総領事館） - カナダ - オタワ （高等弁務官事務所） - トロント （総領事館） - バンクーバー （総領事館） - チリ - サンティアゴデチリ （大使館） - コロンビア - ボゴタ （大使館） - キューバ - ハバナ （大使館） - グアテマラ - グアテマラシティ （大使館） - ガイアナ - ジョージタウン （高等弁務官事務所） - ジャマイカ - キングストン （高等弁務官事務所） | - メキシコ - メキシコシティ （大使館） - パナマ - パナマシティ （大使館） - ペルー - リマ （大使館） - スリナム - パラマリボ （大使館） - トリニダード・トバゴ - ポートオブスペイン （高等弁務官事務所） - アメリカ合衆国 - ワシントンDC （大使館） - アトランタ （総領事館） - シカゴ （総領事館） - ヒューストン （総領事館） - ニューヨーク市 （総領事館） - サンフランシスコ （総領事館） - シアトル （総領事館） - ベネズエラ - カラカス （大使館） |

## アジア
| - アフガニスタン - カーブル （大使館） - ヘラート （総領事館） - ジャラーラーバード （総領事館） - カンダハール （総領事館） - マザーリシャリーフ （総領事館） - アルメニア - エレバン （大使館） - アゼルバイジャン - バクー （大使館） - バーレーン - マナーマ （大使館） - バングラデシュ - ダッカ （高等弁務官事務所） - チッタゴン （高等弁務官補事務所） - ラジシャヒ （高等弁務官補事務所） - ブータン - ティンプー （大使館） - プンツォリン （連絡事務所） - ブルネイ - バンダルスリブガワン （高等弁務官事務所） - カンボジア - プノンペン （大使館） - 中国 - 北京 （大使館） - 広州 （総領事館） - 香港 （総領事館） - 上海 （総領事館） - 成都 （総領事館、計画中） - インドネシア - ジャカルタ （大使館） - メダン （総領事館） - デンパサール （総領事館） - イラン - テヘラン （大使館） - ザーヘダーン （総領事館） - バンダレ・アッバース （総領事館） - イラク - バグダード （大使館） - アルビール （総領事館） - イスラエル - テルアビブ （大使館） - 日本 - 東京都 （駐日インド大使館） - 大阪 （在大阪・神戸インド総領事館） - ヨルダン - アンマン （大使館） - カザフスタン - ヌルスルタン （大使館） - 北朝鮮 - 平壌 （大使館） - 韓国 - ソウル特別市 （大使館） - クウェート - クウェート市 （大使館） - キルギス - ビシュケク （大使館） - ラオス - ヴィエンチャン （大使館） | - レバノン - ベイルート （大使館） - マレーシア - クアラルンプール （高等弁務官事務所） - モルディブ - マレ （高等弁務官事務所） - モンゴル国 - ウランバートル （大使館） - ミャンマー - ヤンゴン （大使館） - マンダレー （総領事館） - ネパール - カトマンズ （大使館） - ビールガンジ （総領事館） - オマーン - マスカット （大使館） - サラーラ （総領事館） - パキスタン - イスラマバード （高等弁務官事務所） - パレスチナ - ラマッラー （Representative Office） - フィリピン - マニラ （大使館） - カタール - ドーハ （大使館） - サウジアラビア - リヤド （大使館） - ジッダ （総領事館） - シンガポール - シンガポール （高等弁務官事務所） - スリランカ - コロンボ （高等弁務官事務所） - ハンバントタ （総領事館） - ジャフナ （総領事館） - キャンディ （高等弁務官補事務所） - シリア - ダマスカス （大使館） - 台湾 - 台北市 (India-Taipei Association) - タジキスタン - ドゥシャンベ （大使館） - タイ - バンコク （大使館） - テーサバーンナコーン・チエンマイ （総領事館） - トルコ - アンカラ （大使館） - イスタンブール （総領事館） - トルクメニスタン - アシガバート （大使館） - アラブ首長国連邦 - アブダビ市 （大使館） - ドバイ （総領事館） - ウズベキスタン - タシュケント （大使館） - ベトナム - ハノイ （大使館） - ホーチミン市 （総領事館） - イエメン - サナア （大使館） |

## ヨーロッパ
| - オーストリア - ウィーン （大使館） - ベラルーシ - ミンスク （大使館） - ベルギー - ブリュッセル （ 大使館 ） - ブルガリア - ソフィア （大使館） - クロアチア - ザグレブ （大使館） - キプロス - ニコシア （高等弁務官事務所） - チェコ - プラハ （大使館） - デンマーク - コペンハーゲン （大使館） - フィンランド - ヘルシンキ （大使館） - フランス - パリ （大使館） - サン・ドニ・ド・ラ・レユニオン （総領事館） - ドイツ - ベルリン （大使館） - フランクフルト （総領事館） - ハンブルク （総領事館） - ミュンヘン （総領事館） - ギリシャ - アテネ （大使館） - ハンガリー - ブダペスト （大使館） - アイスランド - レイキャビク （大使館） - アイルランド - ダブリン （大使館） - イタリア - ローマ （ 大使館 ） - ミラノ （総領事館） | - マルタ - バレッタ （高等弁務官事務所） - オランダ - ハーグ （大使館） - ノルウェー - オスロ （大使館） - ポーランド - ワルシャワ （大使館） - ポルトガル - リスボン （大使館） - ルーマニア - ブカレスト （大使館） - ロシア - モスクワ （ 大使館 ） - サンクトペテルブルク （総領事館） - ウラジオストク （総領事館） - セルビア - ベオグラード （大使館） - スロバキア - ブラチスラバ （大使館） - スペイン - マドリード （大使館） - スウェーデン - ストックホルム （大使館） - スイス - ベルン （大使館） - ジュネーブ （総領事館） - ウクライナ - キエフ （大使館） - イギリス - ロンドン （高等弁務官事務所） - バーミンガム （総領事館） - エディンバラ （総領事館） |

## オセアニア
| - オーストラリア - キャンベラ （高等弁務官事務所） - メルボルン （総領事館） - シドニー （総領事館） - パース （総領事館） | - フィジー - スバ （高等弁務官） - ニュージーランド - ウェリントン （高等弁務官事務所） - パプアニューギニア - ポートモレスビー （高等弁務官事務所） |

## 国際機関代表部

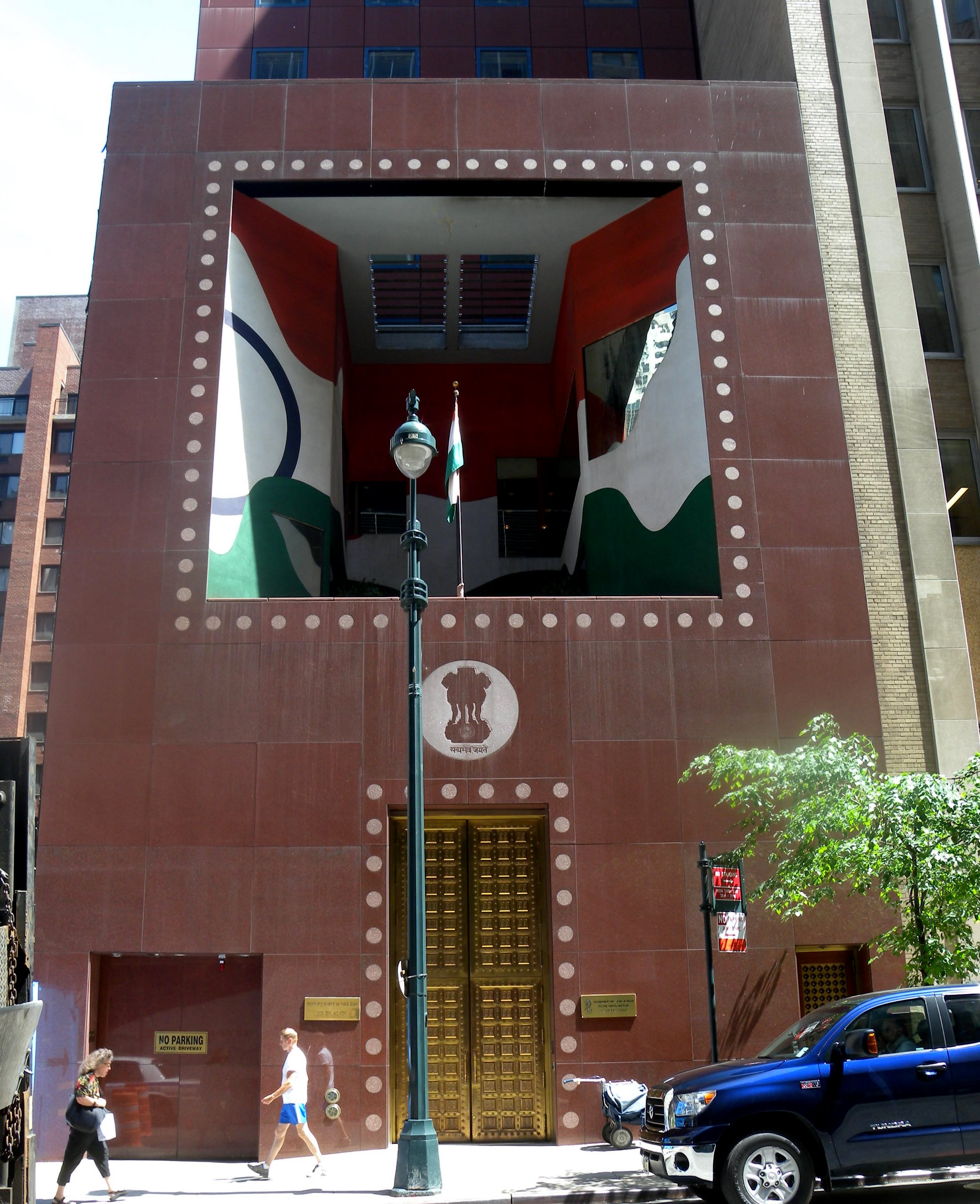
国際連合インド政府代表部(ニューヨーク)

- ブリュッセル （欧州連合インド政府代表部）
- ジュネーヴ （ジュネーブ国際機関インド政府代表部）
- ニューヨーク （国際連合インド政府代表部）
- パリ （ユネスコインド政府代表部）
- ウィーン （ウィーン国際機関インド政府代表部）

## ギャラリー

インド大使館および高等弁務官事務所
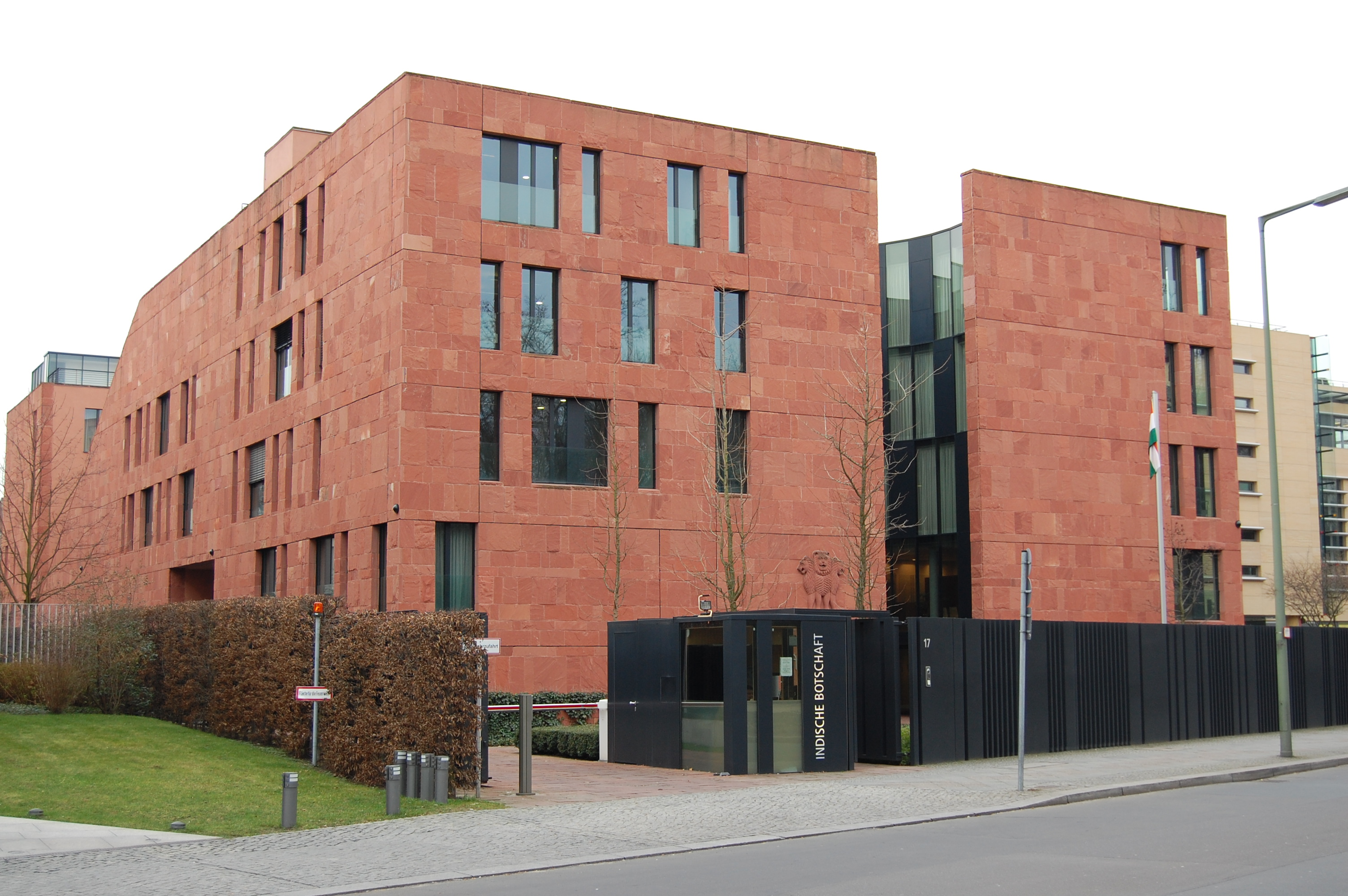
在ドイツ大使館（ベルリン）
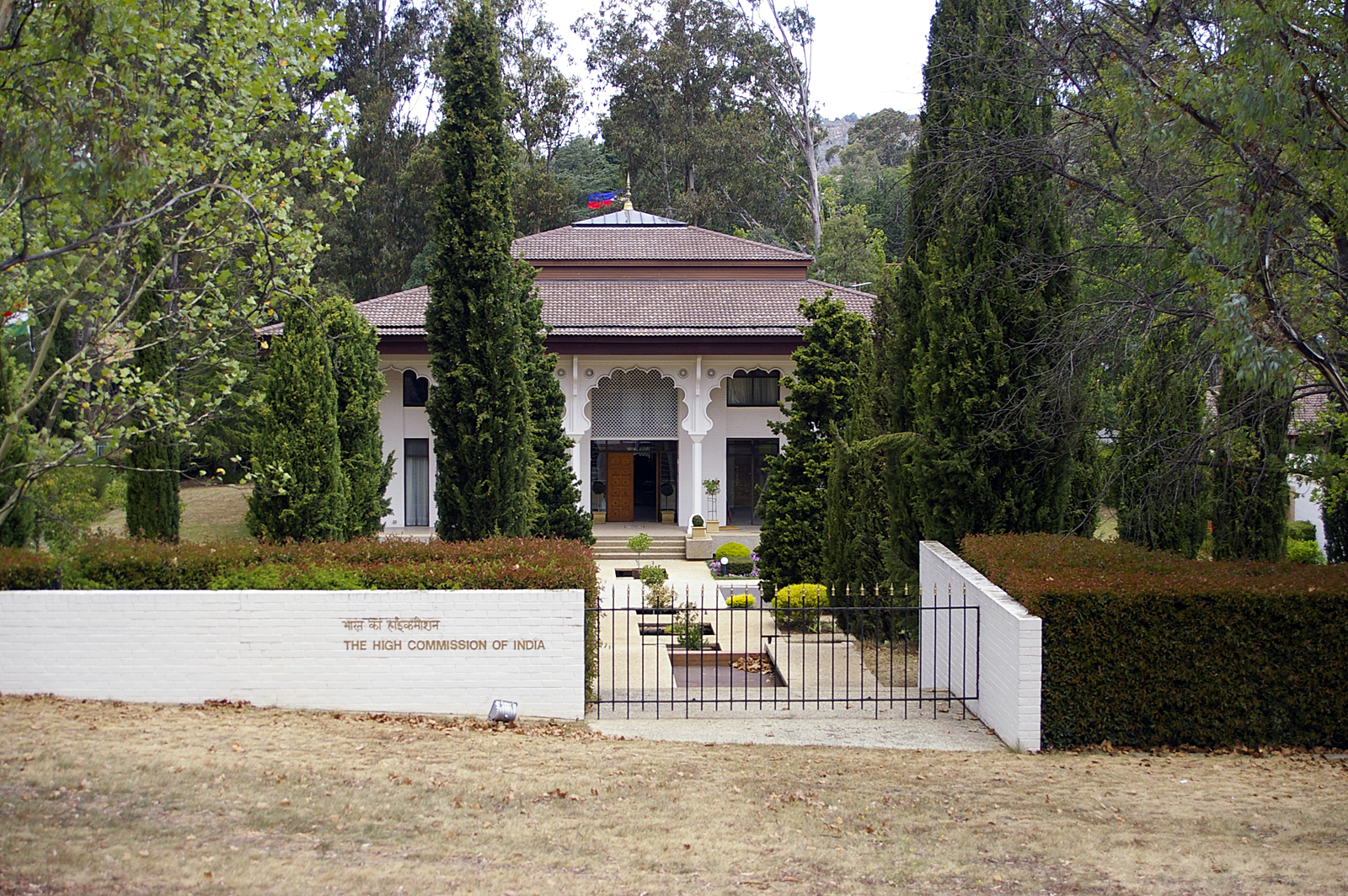
在オーストラリア高等弁務官事務所（キャンベラ）
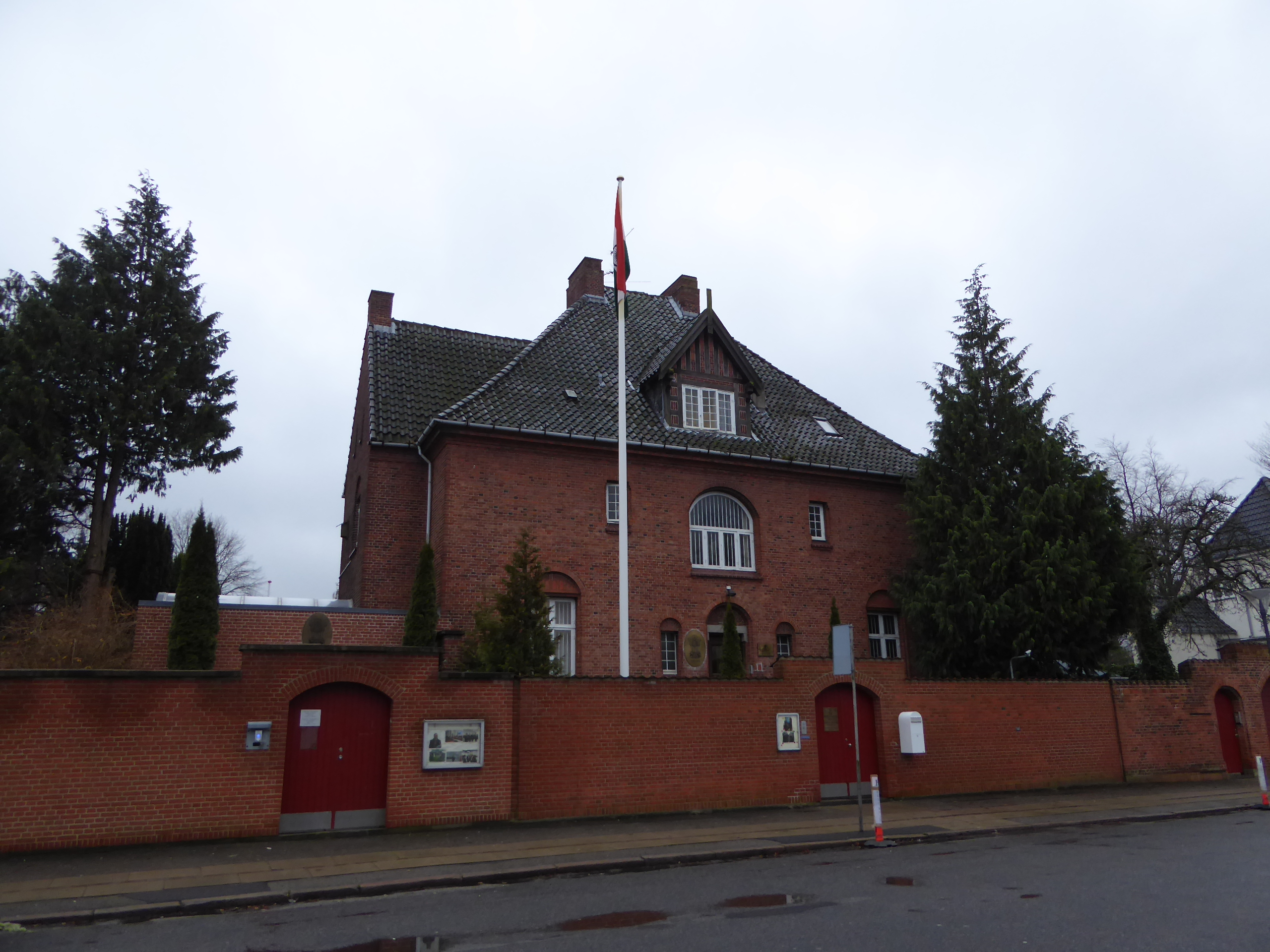
在デンマーク大使館（コペンハーゲン）
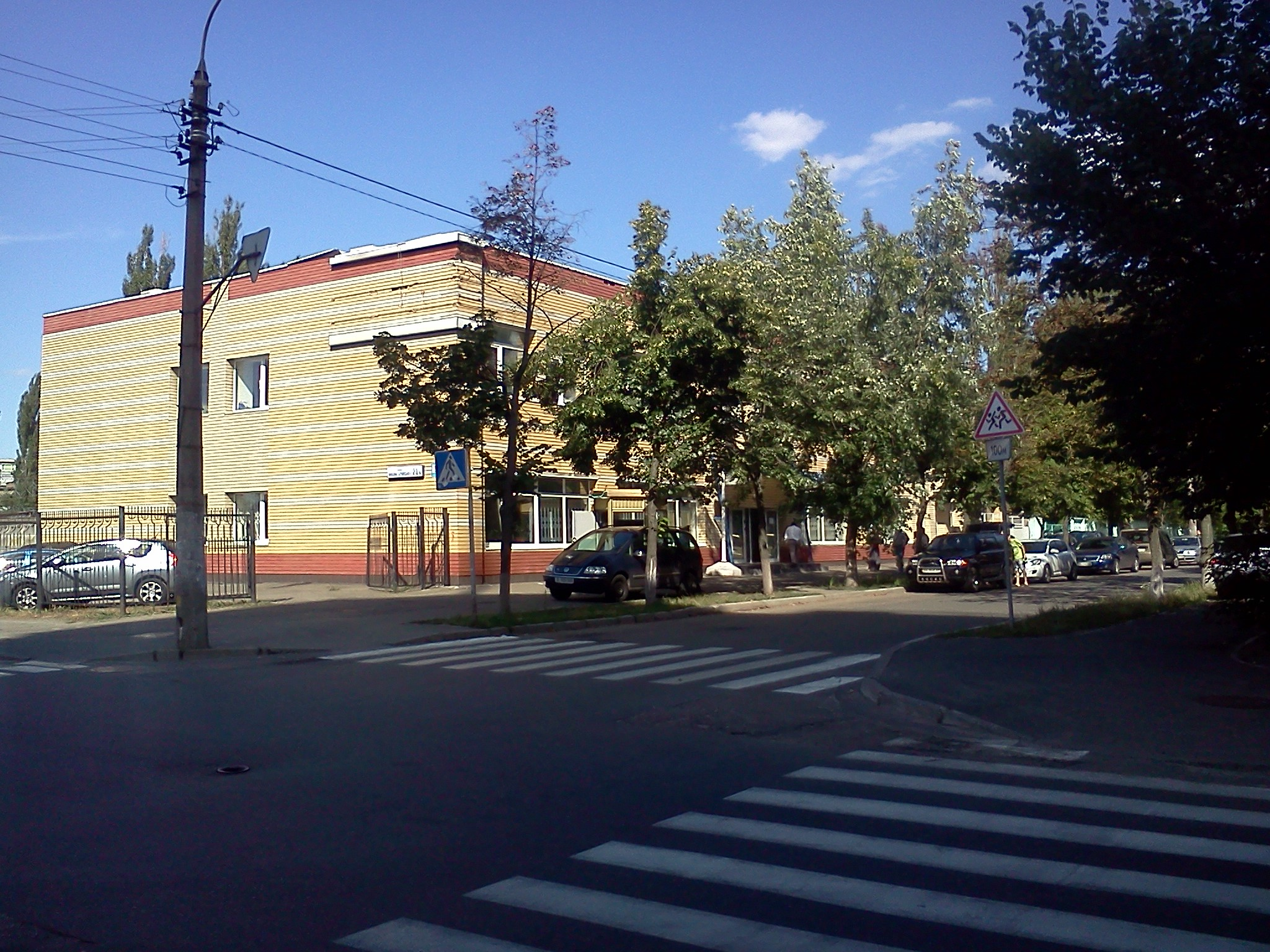
在ウクライナ大使館（キエフ）
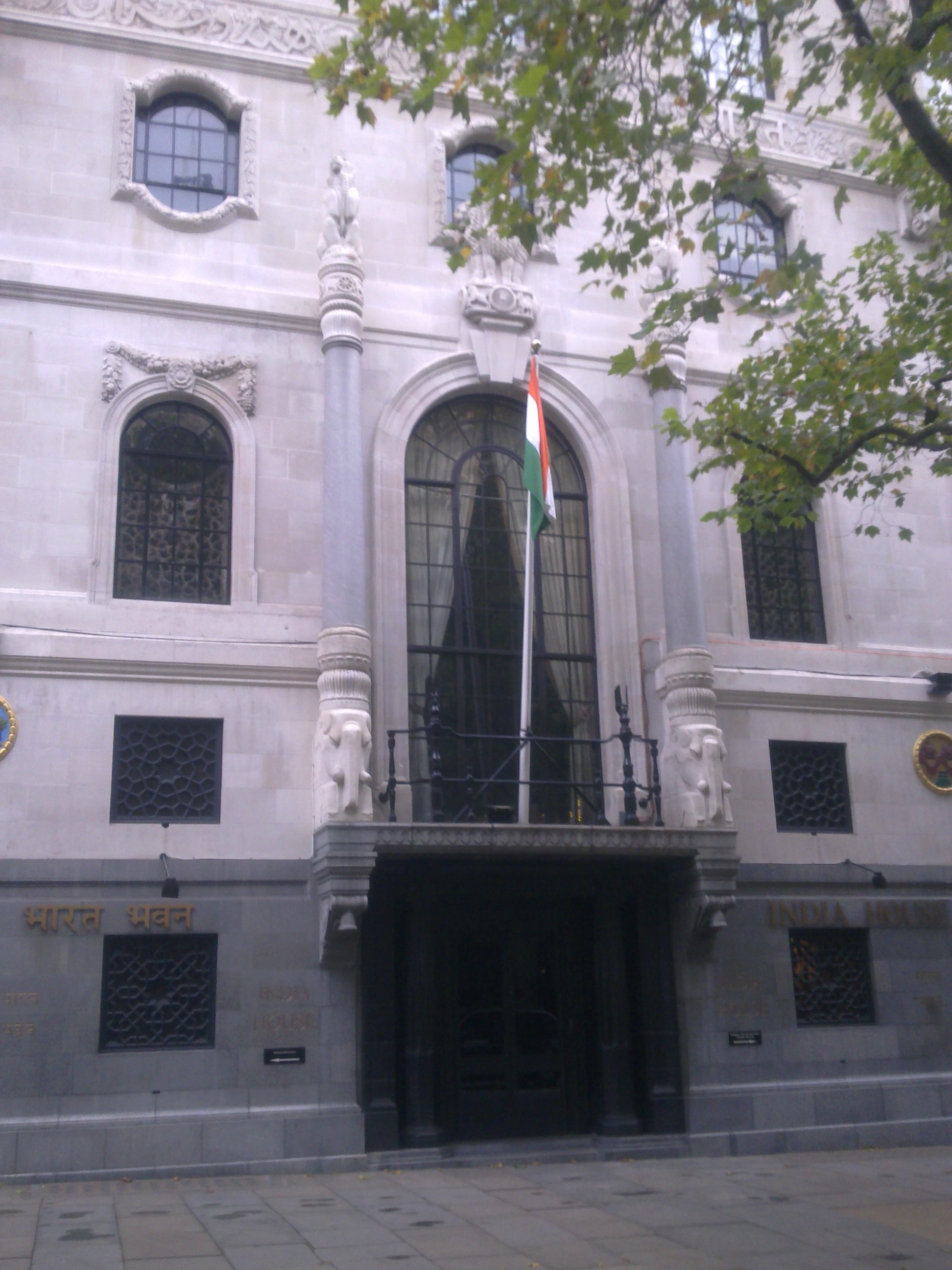
在イギリス高等弁務官事務所（ロンドン）
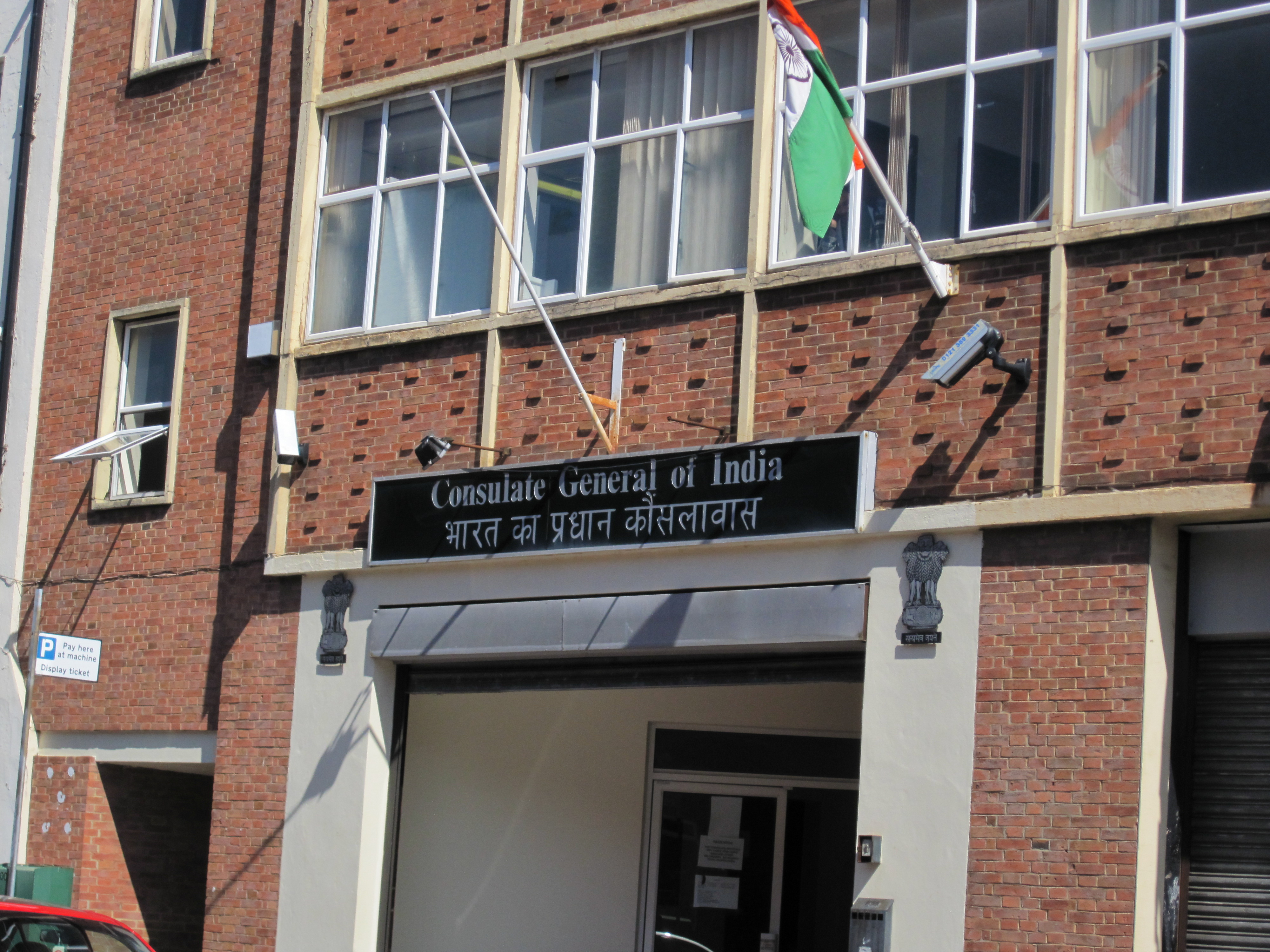
在バーミンガム総領事館
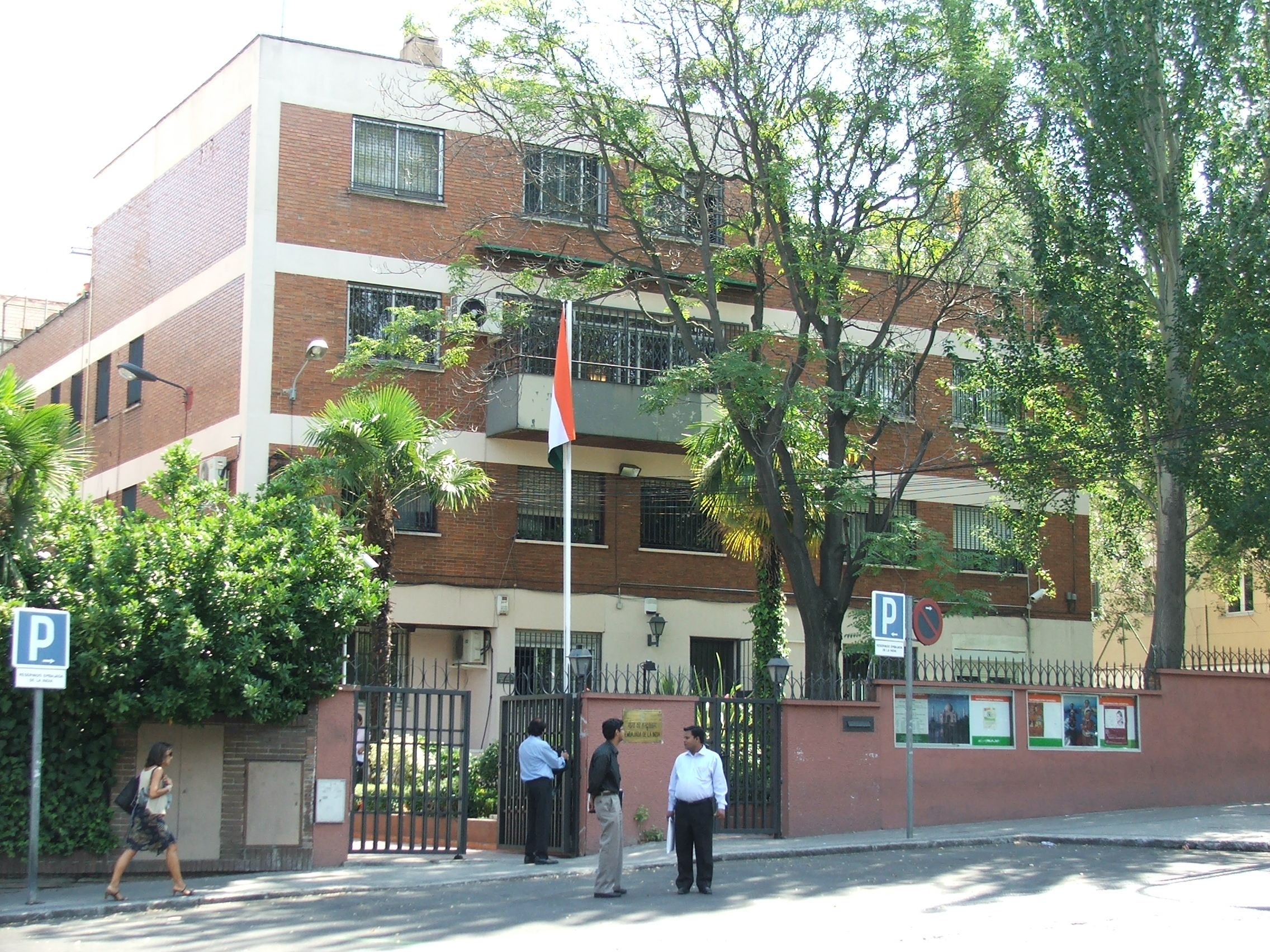
在スペイン大使館（マドリード）
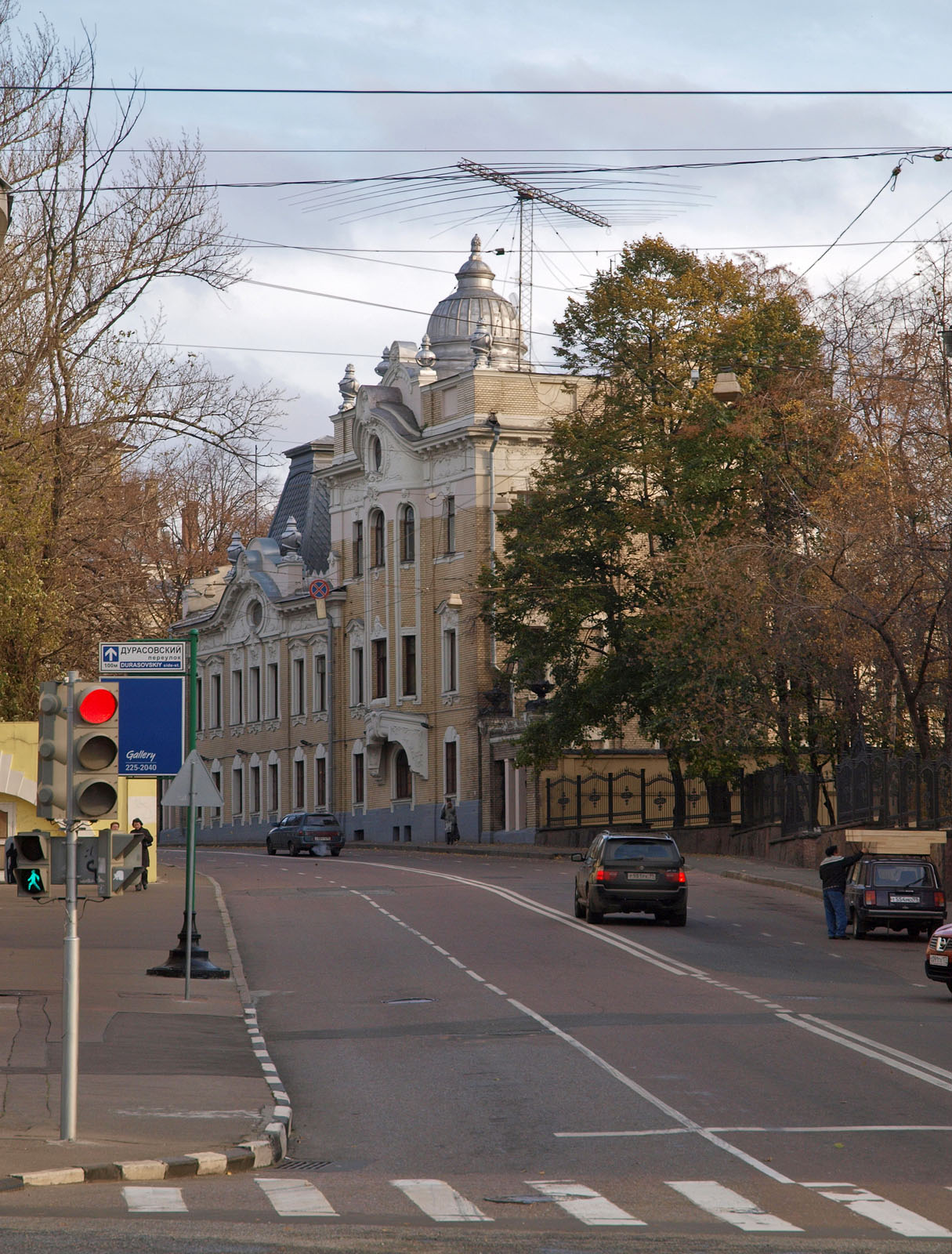
在ロシア大使館（モスクワ）
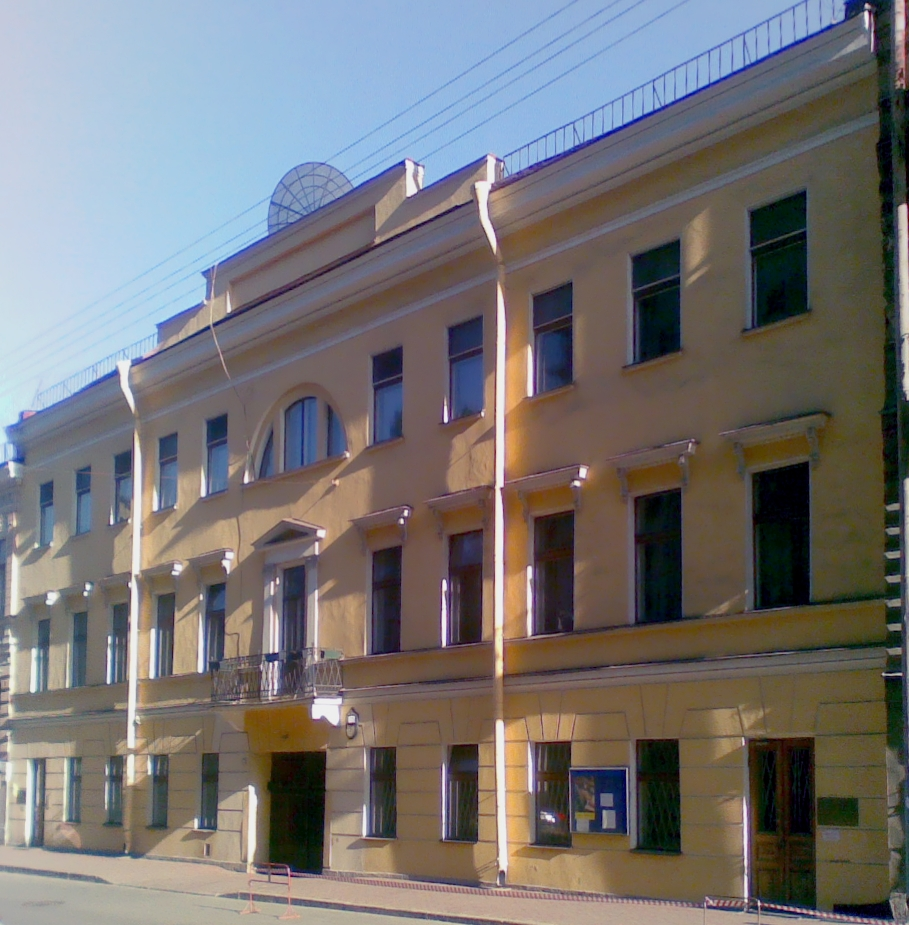
在サンクトペテルブルク総領事館
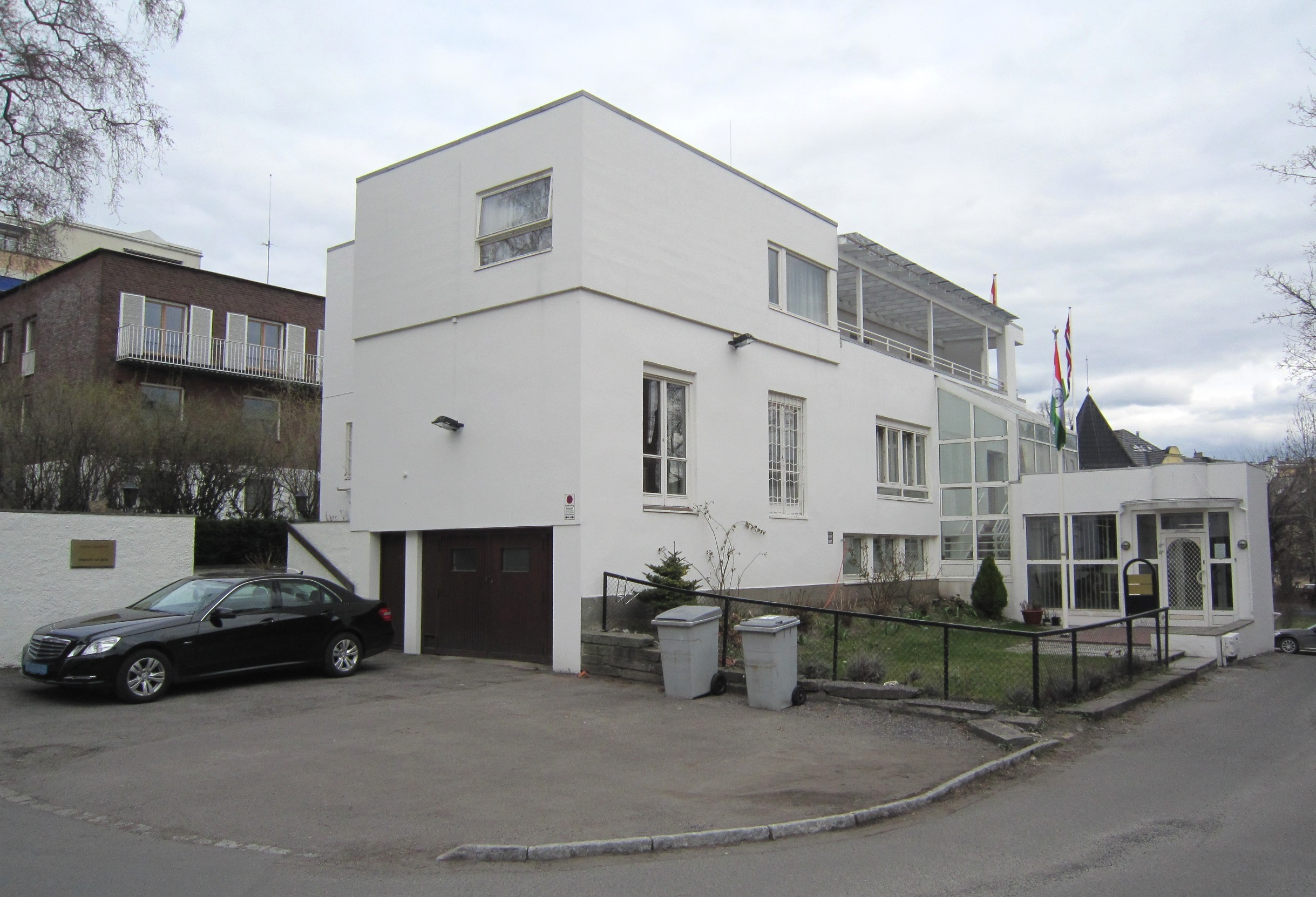
在ノルウェー大使館（オスロ）
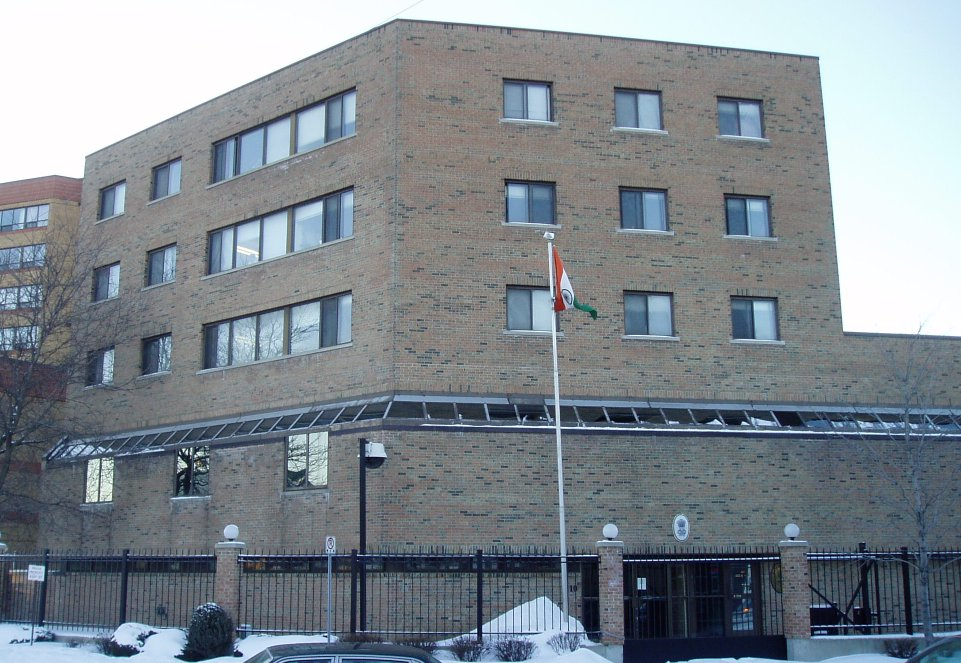
在カナダ高等弁務官事務所（オタワ）
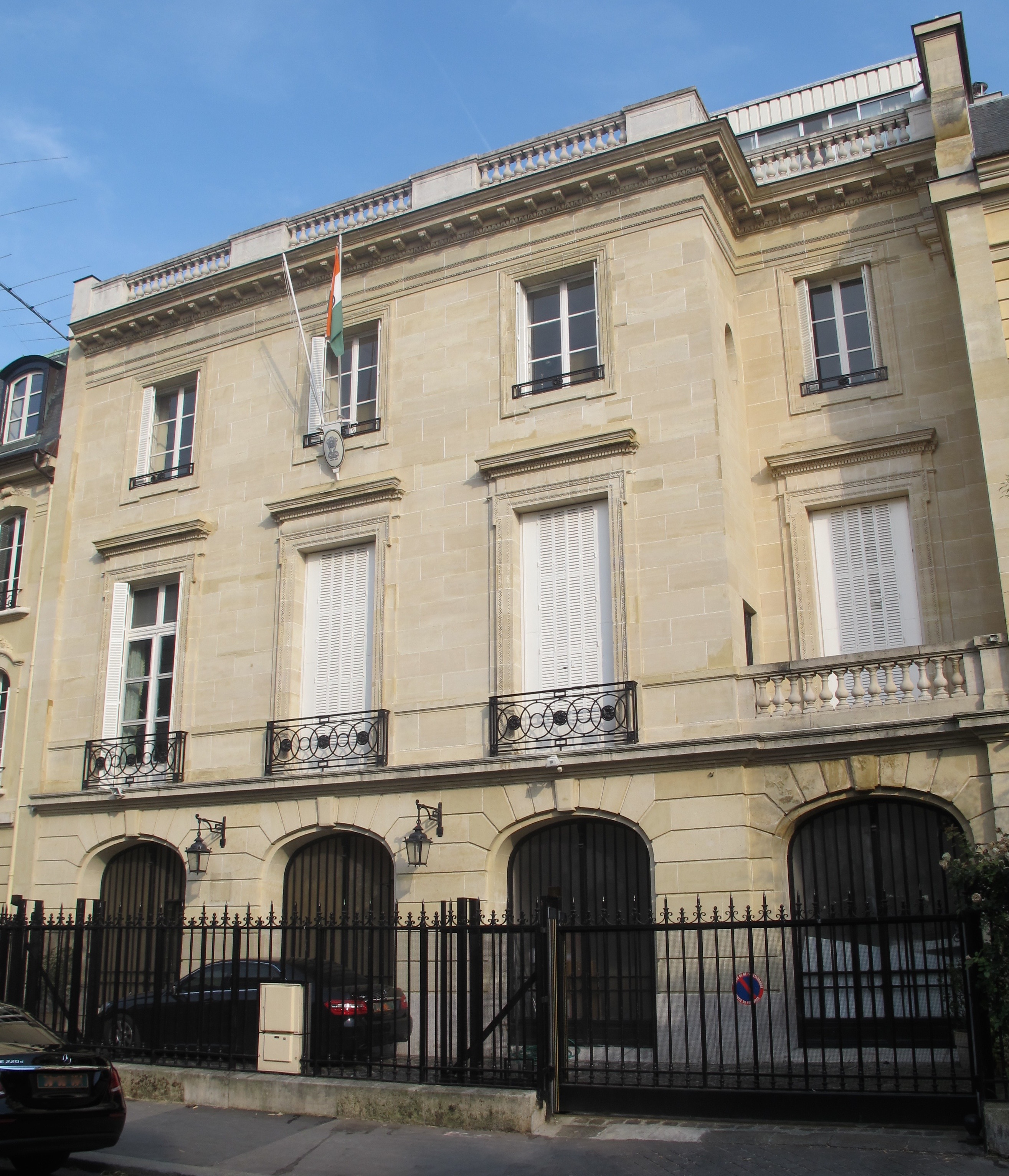
在フランス大使館（パリ）
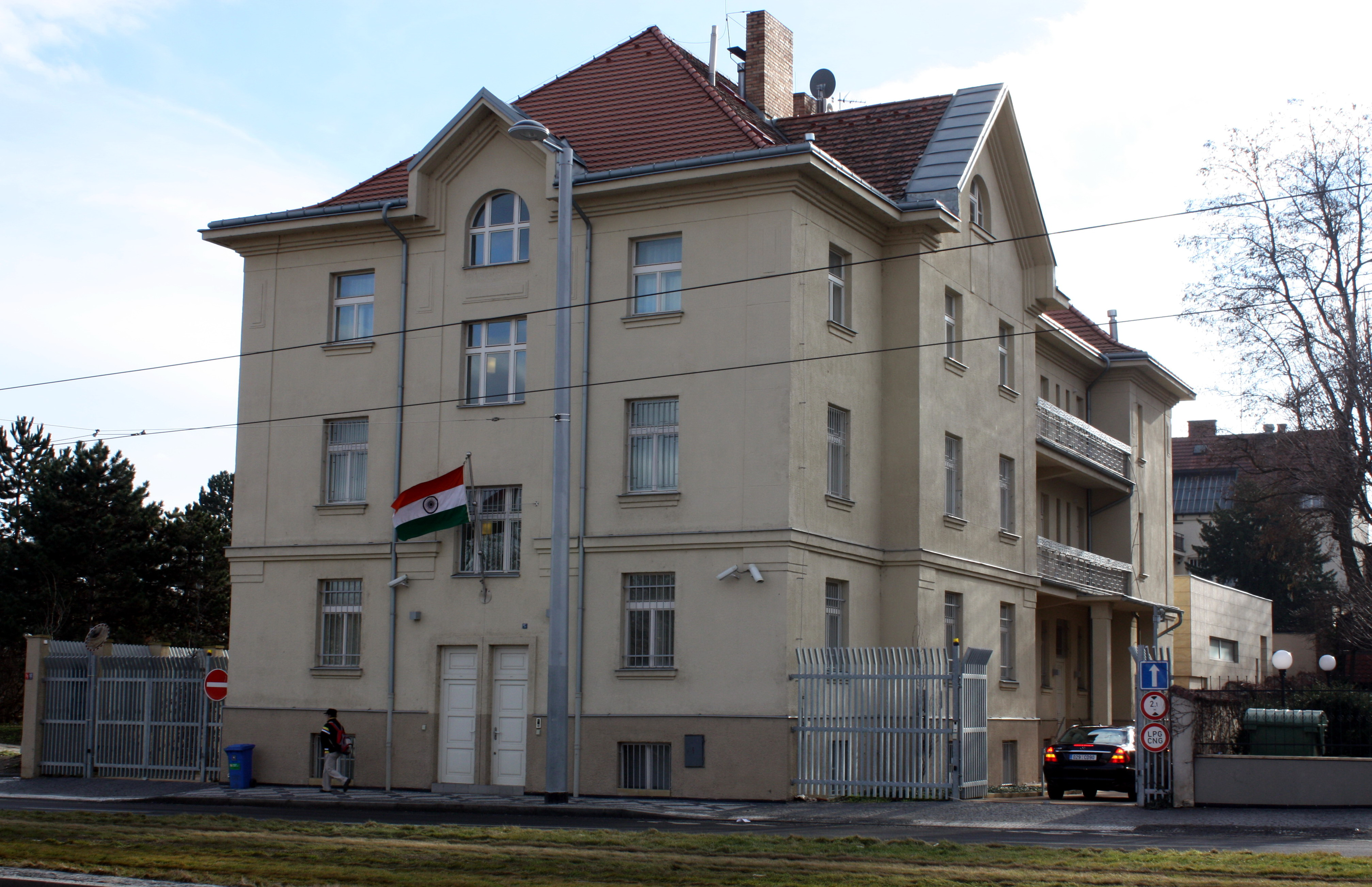
在チェコ大使館（プラハ）
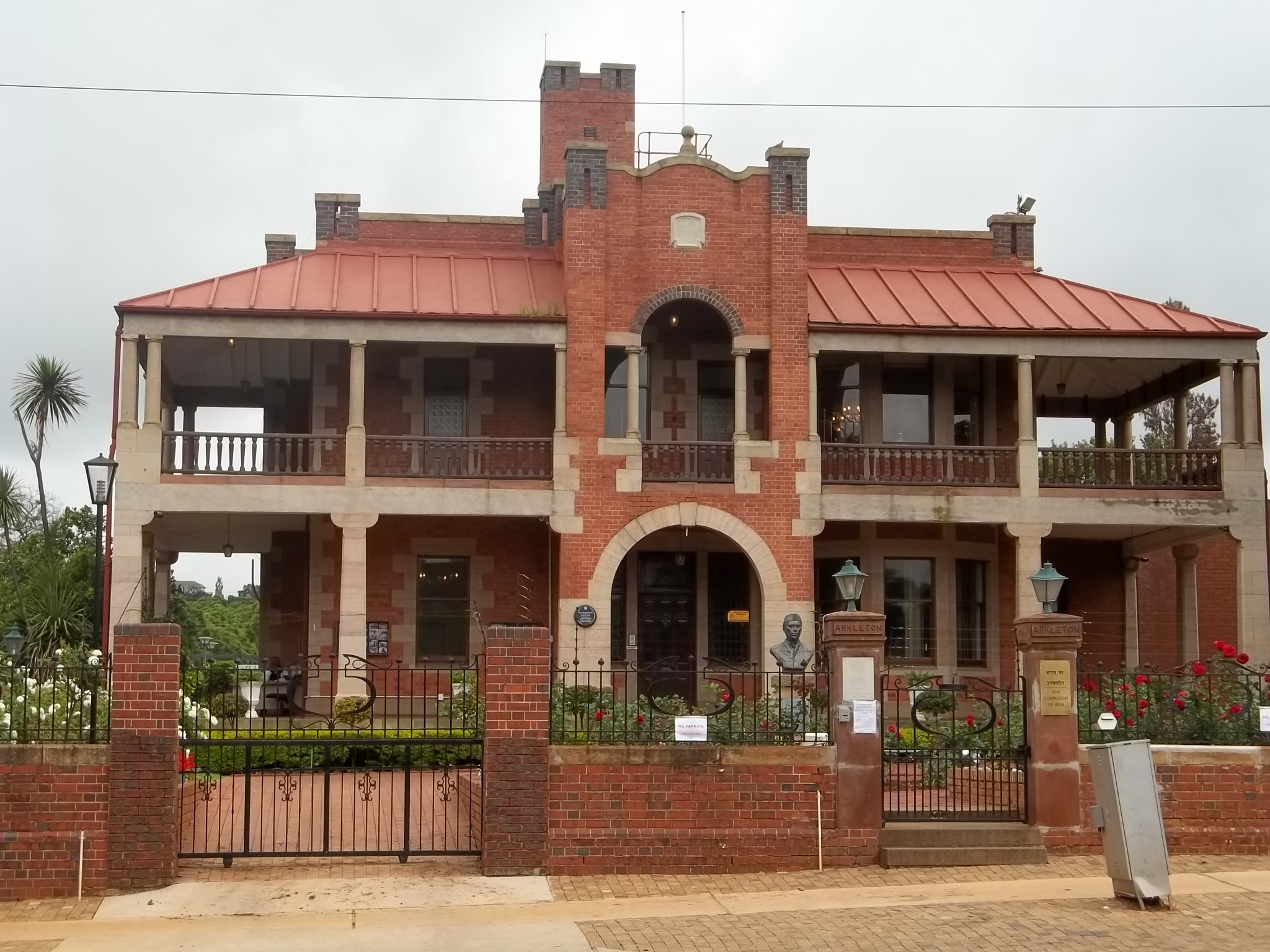
在南アフリカ高等弁務官事務所（プレトリア）
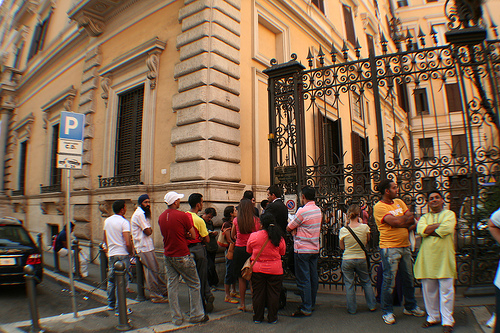
在イタリア大使館（ローマ）
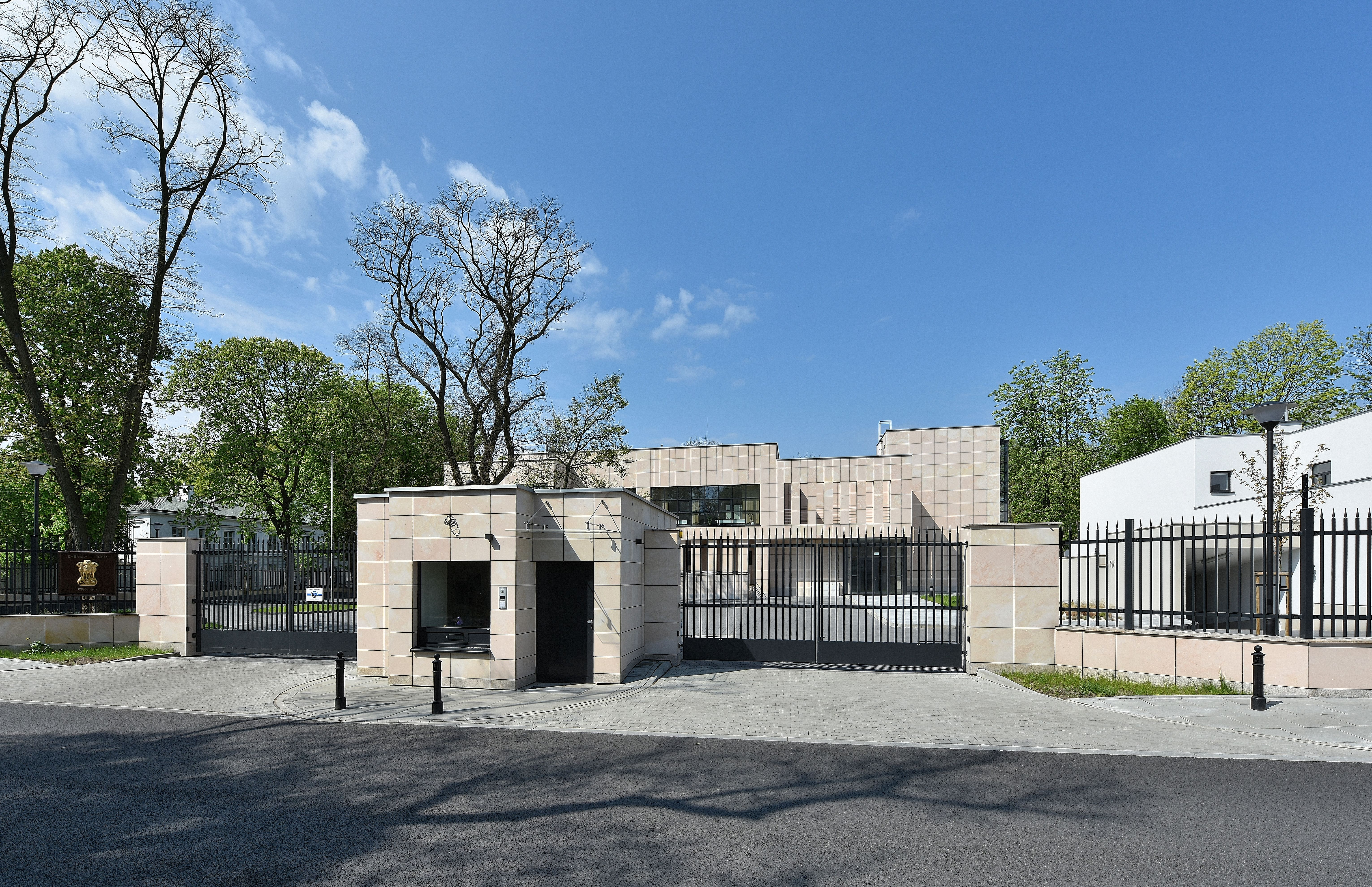
在ポーランド大使館（ワルシャワ）
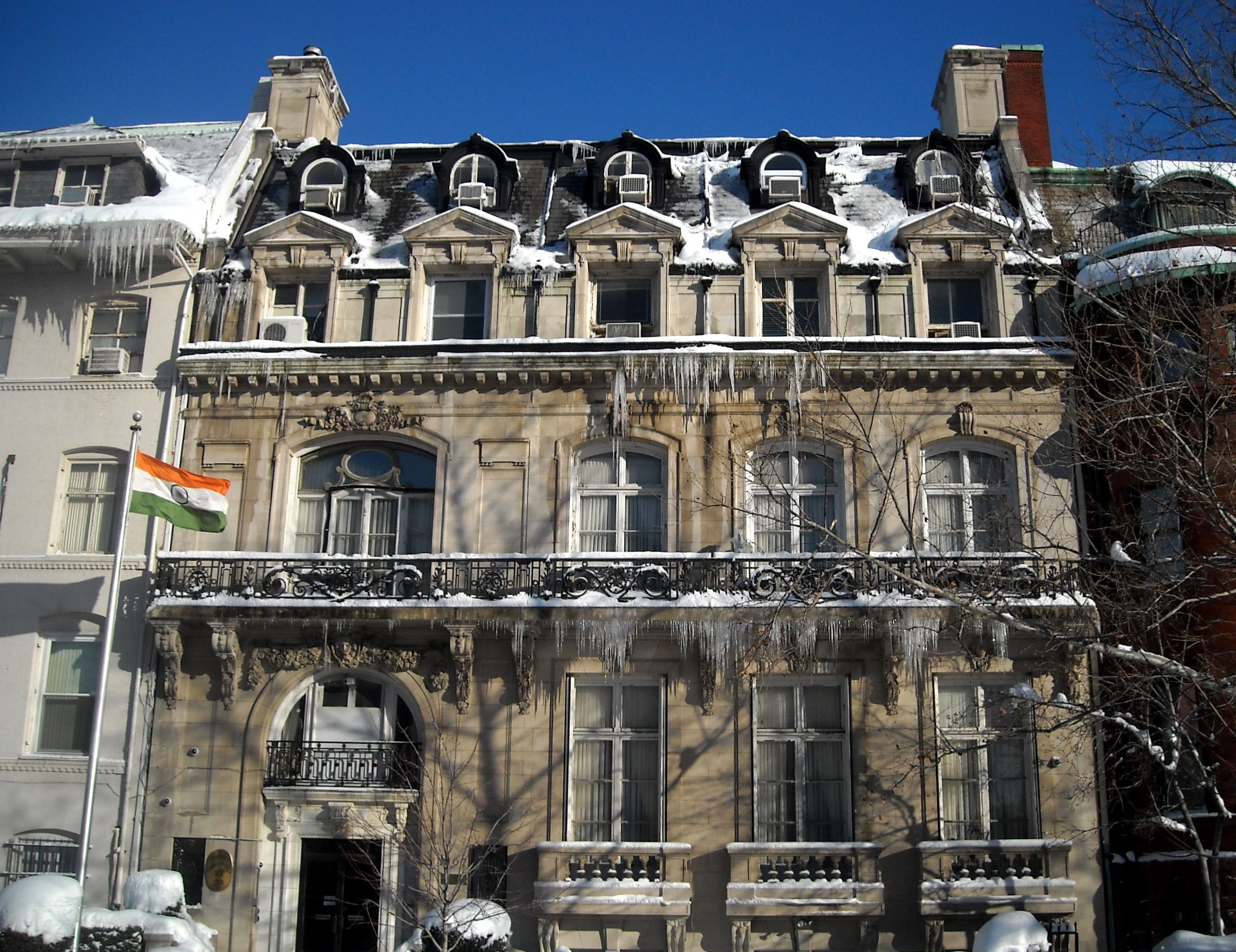
在アメリカ大使館（ワシントンD.C.）
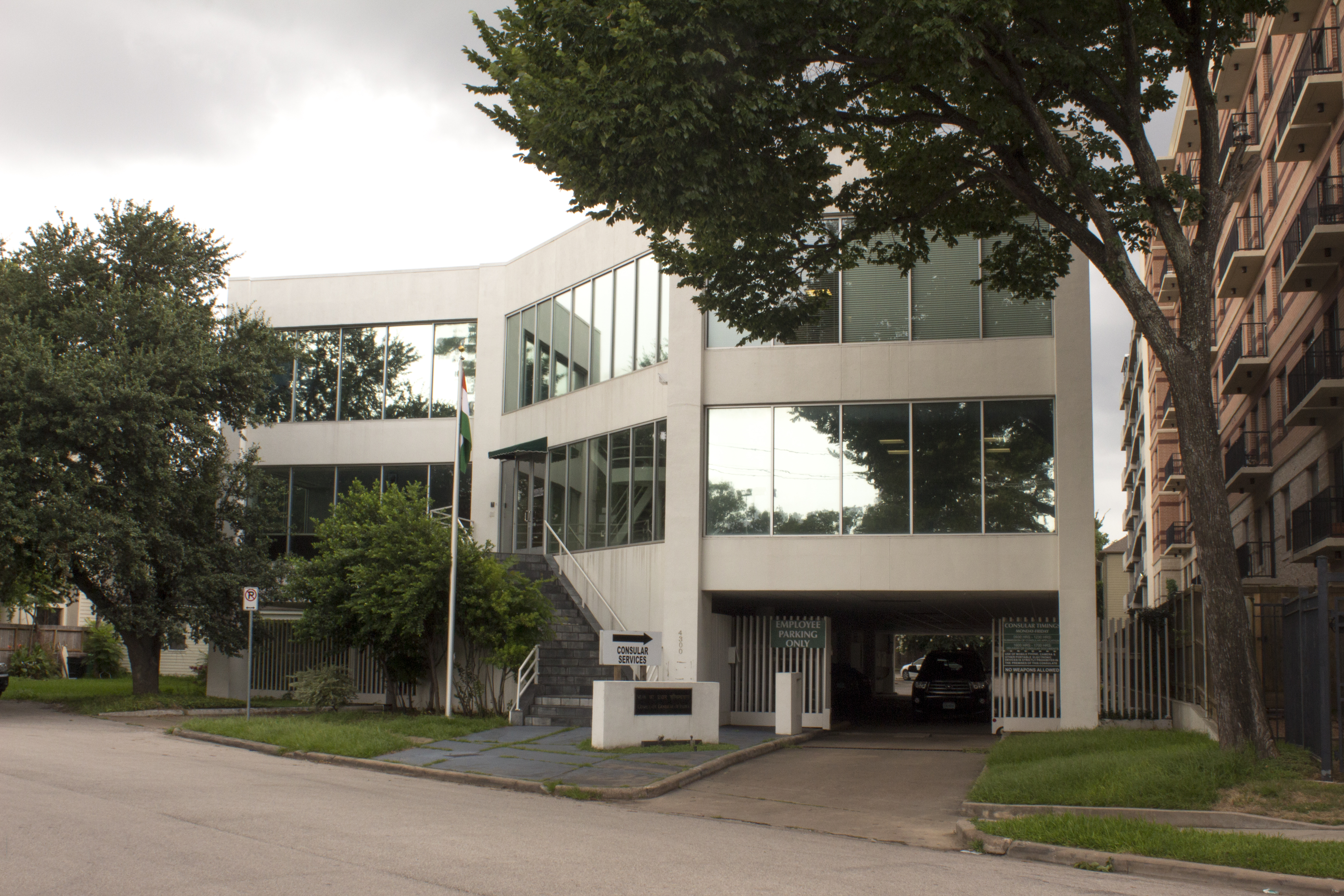
在ヒューストン総領事館
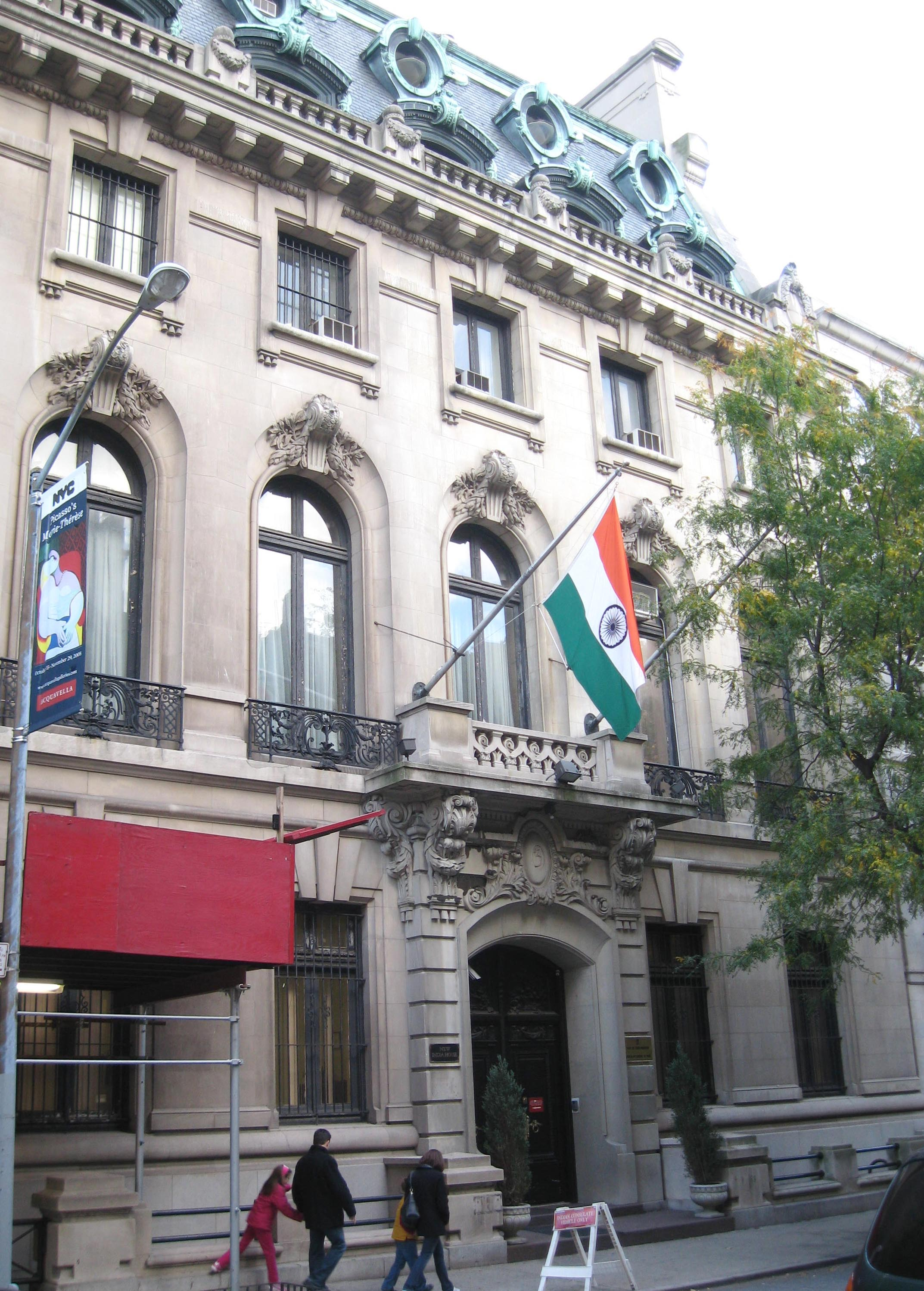
在ニューヨーク総領事館
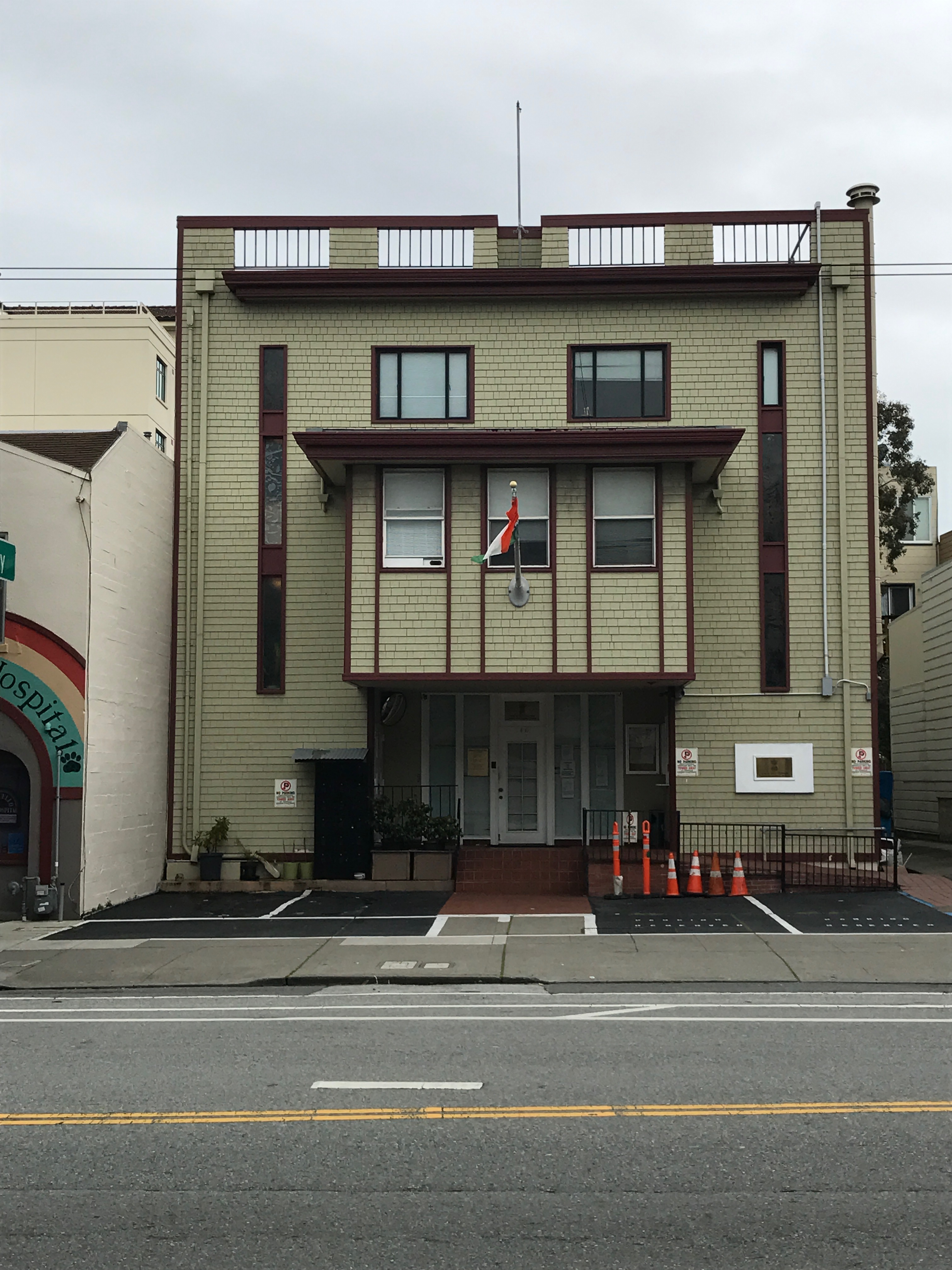
在サンフランシスコ総領事館
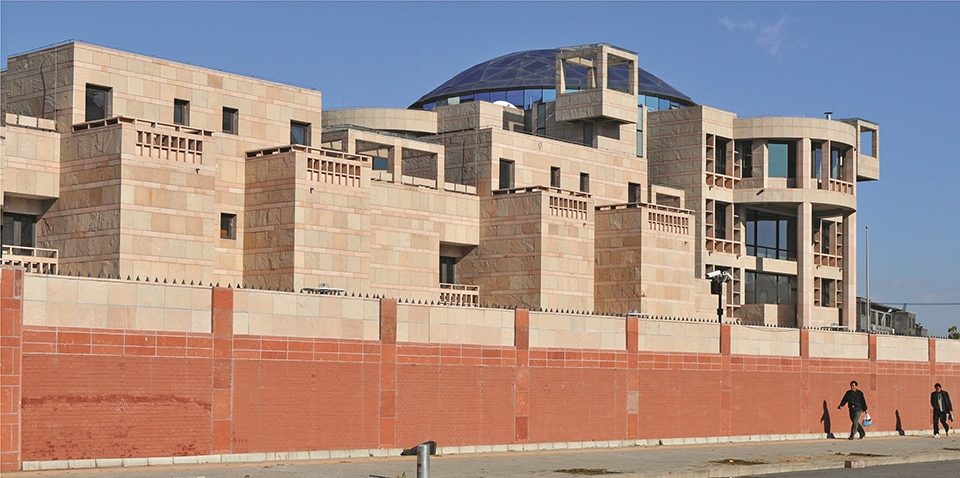
在中国インド大使館（北京）